# NGC 2996
NGC 2996 est une très vaste galaxie lenticulaire relativement éloignée et située dans la constellation de l'Hydre. NGC 2996 a été découverte par l'astronome britannique John Herschel en 1835.

## Caractéristiques
Sa vitesse par rapport au fond diffus cosmologique est de 9 110 ± 28 km/s, ce qui correspond à une distance de Hubble de 134,4 ± 9,4 Mpc (∼438 millions d'al). 
À ce jour, une mesure non basée sur le décalage vers le rouge (redshift) donne une distance d'environ 77,200 Mpc (∼252 millions d'al). Cette valeur est loin à l'extérieur des valeurs de la distance de Hubble. Notons cependant que c'est avec la valeur moyenne des mesures indépendantes, lorsqu'elles existent, que la base de données NASA/IPAC calcule le diamètre d'une galaxie et qu'ici il vaudrait sans doute mieux utiliser la distance de Hubble.